# Buys-Ballot (cráter)
Buys-Ballot es el nombre de un cráter localizado en la superficie de la cara oculta de la Luna. Se encuentra al noroeste del pequeño mar lunar Lacus Luxuriae y al sureste del cráter Freundlich. Otros cráteres cercanos son Dante y Anderson.
|  |

Esta formación tiene un configuración diferente de la de otros cráteres, ya que es mucho más ancho en la parte sur y casi dobla el ancho máximo de la parte norte. Vagamente recuerda a la forma de una pera. Tiene un diámetro de 66 km y su nombre honra al químico y meteorólogo neerlandés C.H.D. Buys Ballot.

## Cráteres satélite

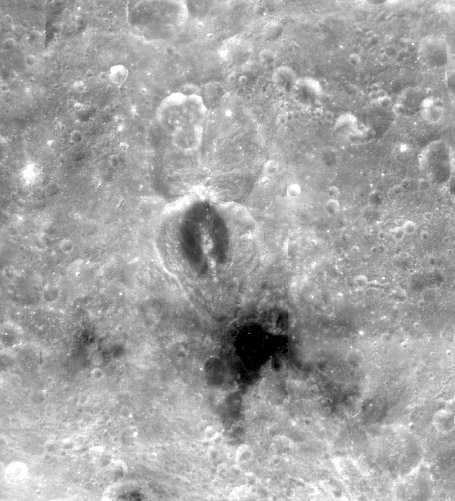
Fotografía de la misión Clementine (1994)

Los cráteres satélite son pequeños cráteres situados próximos al cráter principal, recibiendo el mismo nombre que dicho cráter acompañado de una letra mayúscula complementaria (incluso si la formación de estos cráteres es independiente de la formación del cráter principal).
|             | \| Buys-Ballot \| Coordenadas \| Diámetro \| \| ----------- \| ------------------------------ \| -------- \| \| H \| 19°24′N 179°30′E / 19.4, 179.5 \| 22 km \| \| Q \| 19°30′N 172°42′E / 19.5, 172.7 \| 58 km \| \| Y \| 22°54′N 174°00′E / 22.9, 174.0 \| 31 km \| \| Z \| 22°30′N 174°30′E / 22.5, 174.5 \| 58 km \| |          |
| Buys-Ballot | Coordenadas | Diámetro |
| H           | 19°24′N 179°30′E / 19.4, 179.5 | 22 km    |
| Q           | 19°30′N 172°42′E / 19.5, 172.7 | 58 km    |
| Y           | 22°54′N 174°00′E / 22.9, 174.0 | 31 km    |
| Z           | 22°30′N 174°30′E / 22.5, 174.5 | 58 km    |